# 卡利奇尼夫卡 (巴赫馬奇區)
51°1′3″N 32°42′8″E / 51.01750°N 32.70222°E
卡利奇尼夫卡（烏克蘭語：Кальчинівка），是烏克蘭北部的村莊，隸屬切爾尼希夫州的尼任區。該村面積0.29平方公里，海拔高度149米，2006年人口21，人口密度每平方公里73.2人。